# Lea Ann Parsley
Lea Ann Parsley (Logan, 12 de junio de 1968) es una deportista estadounidense que compitió en skeleton. 
Participó en los Juegos Olímpicos de Salt Lake City 2002, obteniendo la medalla de  en la prueba masculina individual.

## Palmarés internacional
| Juegos Olímpicos | Juegos Olímpicos                | Juegos Olímpicos | Juegos Olímpicos |
| Año              | Lugar                           | Medalla          | Prueba           |
| ---------------- | ------------------------------- | ---------------- | ---------------- |
| 2002             | Salt Lake City (Estados Unidos) | Medalla de plata | Individual       |